# Свети Никола (Щип)
Вижте пояснителната страница за други значения на Свети Никола.
„Свети Никола“ или „Свети Николай“ (на македонска литературна норма: „Свети Никола“, „Свети Николај“) е православна църква в град Щип, Северна Македония, катедрален храм на Брегалнишката епархия на Македонската православна църква.
Разположена е в западната част на града, на пътя към махалата Ново село. В храма работи Галерия за икони.
Църквата е издигната върху основите на старата Сифиева църква от 1341 г., метох на Лесновския манастир. Цар Стефан Душан я дарява на Злетовската епископия, а в 1381 година Константин Деянов я дарява на Хилендар.
С размерите и градежа си новата църква е внушителен архитектурен паметник от Възраждането, дело на един от прочутите български възрожденски майстори-строители — Георги Новаков Джонгар, строил по примера на майстор Андрей Дамянов. Храмът е завършен и осветен на 10 май 1867 г., по времето на кюстендилския митрополит Игнатий, според паметната плоча над входа.
Църквата представлява трикорабна базилика, заобиколена с чардаци от западната, северната и южната страна, които на горния етаж преминават в галерия. Вътрешността на църквата е украсена с живопис на сводовете и няколко фрески по стените. Дело е на видния български зограф Никола Дамянов, който я изписва и украсява дверите и с балдахини в 1889 година. Фрескоживописът, както и дърворезбата с богато украсения балдахин в олтарната част и владишкия трон в кораба на църквата е дело Коста Вангелов. Олтарните икони са дело на Димитър Папрадишки (1889). В храма има няколко подписани и датирани икони от Иван Апостолов – Рождество Христово (1878), Погребение Христово (1879), Св. св. Кирил и Методий, Слизане на Светия дух при Апостолите и Възнесение Христово (1881). В храма има подписани творби на Кръсте Зограф.